# Kanton Pau-Ouest
Kanton Pau-Ouest (francouzsky Canton de Pau-Ouest) je francouzský kanton v departementu Pyrénées-Atlantiques v regionu Akvitánie. Tvoří ho šest obcí.

## Obce kantonu
- Gelos
- Mazères-Lezons
- Narcastet
- Pau (západní část)
- Rontignon
- Uzos